# 广播域
广播域（Broadcast domain）是计算机网络的一个逻辑划分。广播域中的任意一个节点可以在数据链路层通过广播的方式到达任意一个节点。广播域可以被部署在同一个局域网或者被桥接到其他的局域网。
根据目前的流行技术，任意连接到同一个以太网中继器或者交换机的电脑属于同一个广播域，并且任意连接到同一个互相链接的中继器或交换机的集合的电脑也是属于同一个广播域的。而路由器和其他的网络层设备会在广播域间形成隔离。
与广播域相对的是冲突域。冲突域中所有节点都链接到同一个被交换机和学习型网桥划分的相互连接的中继器集合。冲突域一般来说小于或者包含在广播域中。
一些处在数据链路层的设备能够划分冲突域，但是广播域只能由像路由器或者网络层交换机这样的网络层的设备来进行划分。虚拟局域网设备也能划分广播域，但是它们只能在网络层的功能下提供这些子域的网络方法。